# Minton (Saskatchewan)
Pour les articles homonymes, voir Minton.
Minton est un village de la Saskatchewan au Canada. Il fait partie de la division de recensement (en) No 2 (en) et de la municipalité rurale de Surprise Valley No 9.

## Histoire
En 1930, Minton a été identifié en tant que hameau. Il a été incorporé en tant que village en 1951.

## Démographie
| 2001 | 2006 | 2011 | 2016 |
| ---- | ---- | ---- | ---- |
| 95   | 60   | 60   | 55   |